# Parafia Matki Bożej Nieustającej Pomocy w Przybysławicach
Parafia Matki Bożej Nieustającej Pomocy w Przybysławicach – parafia rzymskokatolicka, znajdująca się w diecezji kieleckiej, w dekanacie wodzisławskim.